# Matteo Piano
Matteo Piano (Asti, 24 de outubro de 1990) é um jogador de voleibol italiano que atua na posição de central.

## Carreira
Estreou na seleção adulta profissional da Itália em 2013, onde conquistou três medalhas: na Liga Mundial, na Copa dos Campeões e no Campeonato Europeu. No ano posterior, voltou a conquistar a medalha de bronze na Liga Mundial.
Em 2016, representou seu país nos Jogos Olímpicos de Verão no Rio de Janeiro, onde conquistou a medalha de prata ao ser derrotado pela seleção brasileira por 3-0 sets. No ano seguinte assinou contrato com o clube italiano Allianz Millano.
Voltou a defender a seleção italiana nos Jogos Olímpicos de Tóquio, onde ficou na 6ª posição.